# Рыжково (Ленинградская область)
Рыжко́во — деревня в Сясьстройском городском поселении Волховского района Ленинградской области.

## История
На карте Санкт-Петербургской губернии Ф. Ф. Шуберта 1834 года упоминается деревня Рыжкова, а к югу от неё усадьба помещика Ушакова.

РЫЖКОВО — деревня принадлежит капитанше Тимофеевой, число жителей по ревизии: 2 м. п., 2 ж. п. (1838 год)

Деревня Рыжкова отмечена на карте Ф. Ф. Шуберта 1844 года.

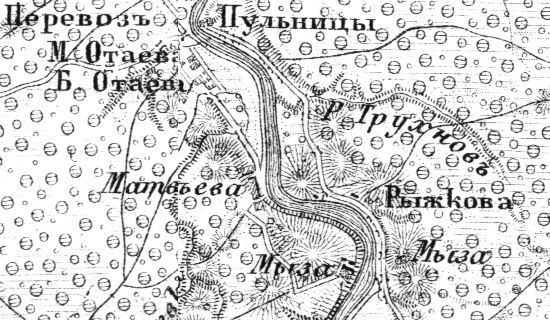
Деревня Рыжкова на карте Ф. Ф. Шуберта 1855 года

РЫШКОВО — деревня новоладожских купцов и мещан, по почтовому тракту, число дворов — 7, число душ — 14 м. п. (1856 год)

ВАСИЛЬЕВСКОЕ (СЕЛЬЦО РЫЖКОВО) — мыза владельческая при реке Сяси, число дворов — 1, число жителей: 3 м. п., 4 ж. п.; 

РЫЖКОВО — деревня купеческая и мещанская при реке Сяси, число дворов — 9, число жителей: 36 м. п., 44 ж. п. (1862 год)

Согласно материалам по статистике народного хозяйства Новоладожского уезда 1891 года имение при селении Рыжково принадлежало мещанам В. и Ф. Дьячковым, два других имения при селении Рыжково принадлежали мещанам В. П. и М. Т. Луковицким и наследникам мещанина А. С. Луковицкого и ещё одно — наследникам мещанина Н. С. Луковицкого. Пятое имение при селении Рыжково площадью 58 десятин принадлежало купцу Ф. В. Марфину, имение было приобретено до 1868 года.
Согласно епархиальным сведениям 1899 года деревня относилась к приходу церкви Рождества Христова (ранее Рождества Иоанна Предтечи) Рождественно-Сясьского погоста) в селе Колчаново.
В конце XIX века деревня административно относилась ко 2-му стану Новоладожского уезда Санкт-Петербургской губернии.
Согласно военно-топографической карте Петроградской и Новгородской губерний издания 1915 года деревня называлась Рыжкова, на её южной окраине находилась мыза.
С 1917 по 1923 год деревня входила в состав Ребровского сельсовета Хомонтовско-Колчановской волости Новоладожского уезда.
С 1923 года в составе Пульницкого сельсовета Колчановской волости Волховского уезда.
С 1924 года в составе Ребровского сельсовета.
С 1927 года в составе Волховского района.
С 1928 года в составе Пульницкого сельсовета.
По данным 1933 года деревня Рыжково являлась административным центром Пульницкого сельсовета Волховского района, в который входили 15 населённых пунктов, деревни: Горные Лопашицы, Матеево, Мертвицы, Новый Носок, Опека, Отаево, Перевоз, Пехалево, Подборовье, Подрибенье, Пульница, Рогожа, Рыжково, Судемье и хутор Деморовка, общей численностью населения 1604 человека.
В 1939 году население деревни составляло 204 человека.

Деревня Рыжково на карте 1940 года

С 1946 года в составе Новоладожского района.
В 1961 году население деревни составляло 122 человека.
С 1963 года вновь в составе Волховского района.
По данным 1966, 1973 и 1990 годов деревня Рыжково также входила в состав Пульницкого сельсовета.
В 1997 году в деревне Рыжково Пульницкой волости проживали 115 человек, в 2002 году — 71 человек (русские — 97 %).
В 2007 году в деревне Рыжково Сясьстройского ГП — 50.

## География
Деревня находится в северной части района к югу от города Сясьстрой на автодороге 41К-056 (Сяьстрой — Колчаново — Усадище).
Расстояние до административного центра поселения — 9 км.
Расстояние до ближайшей железнодорожной станции Колчаново — 6 км.
Деревня расположена на правом берегу реки Сясь.

## Демография
| 1838 | 1862 | 1997 | 2002 | 2007 | 2010 | 2017 |
| ---- | ---- | ---- | ---- | ---- | ---- | ---- |
| 4    | ↗87  | ↗115 | ↘71  | ↘50  | ↘33  | ↗59  |

### Национальный состав
Согласно данным Всероссийской переписи населения 2021 года в деревне проживали 67 человек, все русские.

## Улицы
Любаевщина.